# 克利夫蘭鎮區 (北卡羅萊納州約翰斯頓縣)
克利夫蘭鎮區（英語：Cleveland Township）是位於美國北卡羅萊納州約翰斯頓縣的一個鎮區。

## 地方資料
克利夫蘭鎮區的面積為101.26平方千米，皆為陸地。根據2020年美國人口普查的數據，當地共有人口29906人，而人口密度為每平方千米295.34人。